# شوكان الأعلى (بكيل المير)

تعديل مصدري - تعديل

شوكان الأعلى هي إحدى قرى عزلة صبران بمديرية بكيل المير التابعة لمحافظة حجة، بلغ تعداد سكانها 30 نسمة حسب تعداد اليمن لعام 2004.